# Angela Bidu-Vrănceanu
Angela Vrănceanu (născută Bidu) este o specialistă în semantică, lexicologie,  lingvistică teoretică și aplicată, profesor universitar doctor la Facultatea de Litere din cadrul Universității din București. A publicat peste 100 de studii și mai multe lucrări de specialitate.  Are contribuții importante în teoria limbii și metalexicografie. Împreună cu Narcisa Forăscu, a luat premiul Academiei Române pentru volumul Modele de structurare semantică.
Angela Vrănceanu Bidu este nora matematicianului și profesorului Gheorghe Vrânceanu.
Este membră a Catedrei de Limbă Română de la Facultatea de Litere din București din anul 1961, parcurgând toate gradele academice. Din 1994 este profesor. În prezent conduce teze de doctorat la această instituție.

## Opera
- Angela Bidu-Vrănceanu, Analiza structurală a vocabularului limbii române contemporane, Ed. Didactică și pedagogică, București, 1976
- I. Coteanu, N. Forăscu, A. Bidu Vrânceanu, Limba română contemporană. Vocabularul, Editura Didactică și Pedagogică, București, 1985
- Angela Bidu-Vrănceanu, Structura vocabularului limbii române contemporane. Probleme teoretice și aplicații practice. Editura Științifică și Enciclopedică, București, 1986
- Angela Bidu-Vrănceanu, Narcisa Forăscu, Modele de structurare semantică, Ed. Facla, Timișoara, 1984
- Angela Bidu-Vrănceanu și Narcisa Forăscu, Cuvinte și sensuri, Editura Științifică și Enciclopedică, București, 1988
- Angela Bidu-Vrănceanu, Aspecte ale funcției reflexive a limbii în terminologiile tehnico-științifice, SCL, XL, nr.5, 1989
- Angela Bidu-Vrănceanu, Relațiile dintre limbajele tehnico – științifice și limbajul literar standard, în  Limbă și literatură, nr. 3-4, 1990
- Angela Bidu-Vrănceanu, Dinamica vocabularului românesc după 1989. Sensuri derivate ale termenilor tehnico-științifici, în Limbă și literatură, vol.1, 1995
- Angela Bidu-Vrănceanu, Dinamica sensurilor, în Limbă și literatură, nr. 3-4, 1997
- Angela Bidu-Vrănceanu et alii, Dicționar general de științe ale limbii, București, Editura Științifică, 1997.
- Angela Bidu-Vrănceanu, Anglicismele în limba română actuală din Conferințele Academiei, Editura Academiei Române, 1997
- Angela Bidu-Vrănceanu, Semantica românească din perspectiva europeană, în Identitatea românească și integrare europeană, Ars Docendi, p. 86, 2000
- Angela Bidu-Vrănceanu, Lexicul specializat în mișcare de la dicționare la texte, Editura Universității București, 2007